# Xã Union, Quận Clermont, Ohio
Xã Union (tiếng Anh: Union Township) là một xã thuộc quận Clermont, tiểu bang Ohio, Hoa Kỳ. Năm 2010, dân số của xã này là 46.416 người.